# Luca Hänni
Luca Hänni (Berna, 8 d'octubre del 1994) és un cantant suís. Va començar la seva carrera el 2012, quan va guanyar el programa buscatalent alemany Deutschland sucht den Superstar. Va ser el primer estranger i el candidat més jove a guanyar el concurs. El 2019 va ser seleccionat per representar Suïssa al Festival de la Cançó d'Eurovisió 2019 a Tel-Aviv. Va acabar en quart lloc amb la cançó She got me.
Luca Hänni va néixer a Berna, Suïssa. Luca té pares Austríacs i ascendència Alemanya, Ja a l'escola bressol va començar a rebre classes per començar a fer servir la bateria. Als 9 anys, va començar a estudiar guitarra i piano. Després d'acabar el col·legi, va començar a treballar com a paleta, fins que el 2012 el va abandonar per dedicar-se a la seva carrera com a músic.

## Alemanya busca l'estrella de 2012
El 2012, Hänni va participar en la novena temporada del talent show musical ''Deutschland sucht den Superstar''. El 28 d'abril va assolir la final del concurs, on es va enfrontar a Daniele Negroni. Finalment, va guanyar el 52,85% dels vots de l'audiència. Entre els guanyadors recents del DSDS, Hänni és l'únic menor d'edat, a més a més del primer no alemany. Com a premi, va rebre 500.000 Euros i un contracte musical amb Universal Music. A més, va rebre un cotxe i el curs per obtenir el permís de conducció, igual que el finalista.

## Primers èxits musicals
El seu primer senzill va ser anomenat Don't Think about Me, el qual va ser compost per Dieter Bohlen, i va ser publicat el 2 de maig de 2012. Després de quatre dies, el senzill va aconseguir l'estatus de senzill d'or i va ser número u a les llistes dèxits d'Alemanya, Àustria i Suïssa. Així, Hänni va ser el primer suís que va arribar a ser número u de les llistes alemanyes després de 52 anys.
El seu àlbum debut My Name Is Luca va ser llançat el 18 de maig de 2012 i es va situar en el número u a Àustria i Suïssa i en el número dos a Alemanya. L'àlbum va ser disc d'or en aquests dos primers països. El 4 de maig de 2012, es va publicar el seu primer vídeo musical, el de la cançó Don't Think about Me, que va ser gravat a l'illa de Rømø (Dinamarca) el 30 d'abril del mateix any i dirigit per Nikolaj Georgiew. Després de la publicació del vídeo, va aconseguir un nou rècord al portal de vídeos Clipfish amb més de 600.000 visualitzacions el dia de la seva estrena.
El seu segon senzill, I will die for you va ser publicat el 24 d'agost del 2012. L'enregistrament del seu videoclip va ser dirigit per Oliver Sommer (AVA Studios) i dut a terme a Barcelona un mes abans. El Maxi-CD inclòs addicionalment a la versió original de Dieter Bohlen i la nova cançó Oh No No, dos remixes del DJ i productor musical suís Mike Candys.
Sobre el remix de Mike Candys, va ser publicat un videoclip a ClipFish el 23 d'agost de 2012. El senzill va aconseguir la 54a posició a les llistes alemanyes, la 46a a les austríaques i la 37a a les suïsses. La seva primera gira, Luca Hänni & Band - Live on Tour, va començar a Hoyerswerda l'1 d'octubre del 2012. Va incloure 32 concerts a Alemanya, Àustria i Suïssa, i va finalitzar a Dresden el 20 de novembre. A causa de l'alta demanda a Suïssa, es van organitzar nous concerts a Zuric, Uetendorf i Amriswil. Hänni va fer tres concerts a Zuric i dos a Uetendorf.
Al març de 2013, Hänni va rebre un premi Swiss Music Awards. El mateix mes, va ser nominat per al premi musical alemany Echo en la categoria de nous músics internacionals. Hänni també va rebre una nominació als Kids' Choice Awards a la categoria d'estrella favorita: Alemanya, Àustria, i Suïssa. Finalment, va guanyar aquest premi i el va rebre a la cerimònia celebrada a Los Angeles el 23 de març de 2013.

## Altres treballs
El juny del 2012, l'empresa comercial suïssa Migros va fitxar Luca Hänni per a la seva marca de roba interior Nick Tyler. En aquest context, la companyia va publicar una sèrie de roba interior masculina amb el nom Nick Tyler by Luca, per a la qual Hänni va treballar com a model. A més, hi havia una col·lecció femenina anomenada Edició favorita de Luca. La cooperació amb Migros també va implicar un compromís de suport als nens, com per exemple durant la final del Grand Prix Migros El 4 d'abril del 2014 a Arosa.
El 24 d'agost del 2012, Hänni va obrir les audicions de la desena edició de Deutschland sucht den Superstar a la seva ciutat de naixement (Berna). Al desembre de 2012, va presentar el programa BRAVO The Hits 2012 - The Show de RTL II. A l'11è Campionat Mundial de Wok del 2013 a Oberhof, Hänni va ser un dels conductors i va finalitzar en sisena posició amb un equip format per quatre homes suïssos. El seu darrer projecte va ser amb el DJ suís Christopher S el 2014. El projecte va tenir moltes aparicions en clubs, a més de les gires per Alemanya, Àustria i Suïssa.
L'àlbum Dance Until We Die, que va ser llançat a l'abril, va aconseguir la sisena posició en les llistes d'èxits suïsses. Una versió a piano de la cançó I can't get no sleep va ser llançada arreu del món a principis de setembre de 2014. En cooperació amb el DKMS (Centre Alemany de Donació de Medul·la Òssia), el qual recolza, Hänni va escriure i va publicar la cançó Only One You al novembre de 2014 els ingressos del qual van ser donats al DKMS. Aquest mateix mes, va realitzar una cançó de Nadal al costat d'altres cantants suïssos per a Migros.
La cançó Ensemble és un projecte de caritat en suport a les persones necessitades de Suïssa. El 21 de novembre de 2014, el senzill va ser llançat i va ser senzill de platí. Entre novembre i desembre del mateix any, Luca va participar al programa nocturn suís Battle of the orchestra, on va recolzar a la formació de Lucerna BML Talents, que va guanyar el títol.
Entre mitjans de gener i el mes de febrer del 2015, Luca va ser a Los Angeles. A l'estudi 17 Hertz al nord de Hollywood, va produir el seu quart àlbum d'estudi. El músic i productor suís Fabian Egger va produir aquest àlbum a Los Angeles. Hänni va tenir el suport de grans músics com Andre Merritt (compositor de cantants com Chris Brown, Rihanna i Justin Bieber) o James Fauntleroy (coproductor de la cançó de Justin Timberlake Pusher Love Girl).

## Eurovisió 2019
El 7 de març de 2019 es va publicar que Hänni representaria Suïssa al Festival de la Cançó d'Eurovisió 2019 a Tel-Aviv amb la cançó She got me. L'artista va participar en la primera meitat de la segona semifinal i, finalment, va actuar a la final del certamen, acabant en una 4ª posició.

## Discografia

### Àlbums d'estudi
| Títol                                  | Detalls de l'àlbum                                                                                     | Posicions a les llistes d'èxits | Posicions a les llistes d'èxits | Posicions a les llistes d'èxits | Certificacions      |
| Títol                                  | Detalls de l'àlbum                                                                                     | SWI                             | AUT                             | GER                             | Certificacions      |
| -------------------------------------- | --- | ------------------------------- | ------------------------------- | ------------------------------- | ------------------- |
| My Name Is Luca                        | - Llançament: 18 de maig de 2012 - Discogràfica: Universal - Formats: CD, descàrrega digital           | 1                               | 1                               | 2                               | - SWI: Or - AUT: Or |
| Living the Dream                       | - Llançament: 19 d'abril del 2013 - Discogràfica: Universal - Formats: CD, descàrrega digital          | 1                               | 8                               | 17                              |                     |
| Dance Until We Die (Amb Christopher S) | - Llançament: 11 d'abril del 2014 - Discogràfica: Future Soundz - Formats: CD, descàrrega digital      | 6                               | 38                              | 51                              |                     |
| When We Wake Up                        | - Llançament: 18 de setembre de 2015 - Discogràfica: Muve Recordings - Formats: CD, descàrrega digital | 6                               | 47                              | 81                              |                     |
| 110 Karat                              | - Llançament: 9 d'octubre del 2020 - Discogràfica: Muve Recordings - Formats: CD, descàrrega digital   |                                 |                                 |                                 |                     |

### Senzills
| Títol                                   | Any  | Posicions a les llistes d'èxits | Posicions a les llistes d'èxits | Posicions a les llistes d'èxits | Certificacions | Àlbum              |
| Títol                                   | Any  | SWI 6                           | AUT 6                           | GER 6                           | Certificacions | Àlbum              |
| --------------------------------------- | ---- | ------------------------------- | ------------------------------- | ------------------------------- | -------------- | ------------------ |
| "Don't Think About Me"                  | 2012 | 1                               | 1                               | 1                               | - SWI: Or      | My Name Is Luca    |
| "The A Team"                            | 2012 | 44                              | —                               | —                               |                | My Name Is Luca    |
| "Allein Allein"                         | 2012 | 55                              | —                               | —                               |                | My Name Is Luca    |
| "I Will Die for You"                    | 2012 | 37                              | 46                              | 54                              |                | My Name Is Luca    |
| "Shameless"                             | 2013 | 25                              | 46                              | 49                              |                | Living the Dream   |
| "I Can't Get No Sleep"                  | 2014 | 24                              | —                               | —                               |                | Dance Until We Die |
| "Good Time"                             | 2014 | 28                              | —                               | —                               |                | Dance Until We Die |
| "I Can't Get No Sleep (Versió a piano)" | 2014 | —                               | —                               | —                               |                |                    |
| "Only One You"                          | 2014 | 56                              | —                               | —                               |                |                    |
| "Set the World on Fire"                 | 2015 | 35                              | —                               | —                               |                | When We Wake Up    |
| "Wonderful"                             | 2015 | 58                              | —                               | —                               |                | When We Wake Up    |
| "WARUM!"                                | 2016 | —                               | —                               | —                               |                |                    |
| "Powder"                                | 2017 | 29                              | —                               | —                               |                |                    |
| "Signs"                                 | 2018 | 53                              | —                               | —                               |                |                    |
| "Bei mir"                               | 2018 | —                               | —                               | —                               |                |                    |
| " She Got Me "                          | 2019 | 1                               | 26                              | 62                              |                |                    |
| "Nebenbei"                              | 2019 | 64                              | —                               | —                               |                |                    |
| "Nie mehr allein"                       | 2020 | —                               | —                               | —                               |                |                    |
| "Diamant"                               | 2020 | —                               | —                               | —                               |                |                    |